# Adam Marian Pete
Adam Marian Pete (né en 1966 à Tarnowskie Góry) est un peintre germano-polonais.

## Biographie
Pete fait sa première exposition à 18 ans à la maison de la Culture de Tarnowskie Góry. Fondateur du groupe de jeunes artistes « Model » sous la direction de Stanislaw Filipiak, il présente ses poèmes et sa peinture.
Adam Pete quitte la Pologne pour l'Allemagne en 1985 et s'inscrit à l'école d'art et design de Fulda, d'où il sort diplômé en 1988. L'année suivante, il ouvre son atelier et se consacre à la peinture. En 1998, il s'installe à Palma de Majorque.

## Source de la traduction
- (de) Cet article est partiellement ou en totalité issu de l’article de Wikipédia en allemand intitulé « Adam Marian Pete » (voir la liste des auteurs).